# Ґрант Девайн
Доналд Ґрант Девайн (англ. Donald Grant Devine; нар. 5 липня 1944, Реджайна, Саскачеван) — канадський політичний діяч, 11-й прем'єр провінції Саскачевану від 8 травня 1982 до 1 листопада 1991.

## Життєпис
Девейн народився у Реджайні, викладав економію сільського господарства в Саскачеванському університеті у 70-х роках минулого століття. Девайн програв провінційні вибори у 1978 й 1980 роках. У 1979 році Девейн був обраний лідером «Прогресивної Консервативної партії Саскачевана» (англ. Progressive Conservative Party of Saskatchewan) без членства у Законодавчій палаті провінції Саскачевана.
У 1982 році партія Девайна перемогла на провінційних виборах, і він сформував уряд більшості. Девайн був обраний до Законодавчої палати провінції Саскачевана. Його уряд знову був обраний у 1986 році.
У 1991 Девайн програв провінціні вибори Рою Романову від «Нової демократичної партії Саскачевана» (англ. Saskatchewan New Democratic Party).
Декільком членам Законодавчої палати від Прогресної Консервативної партії були пред'явлені звинувачення в шахрайстві, під час другого терміну Девайна. Уряд збільшив дефіцит; ціни на нафту і сільськогосподарські товари обвалилася й державні витрати стали надмірними.